# Мерсинский порт
Порт Мерсин (тур. Mersin Limanı, также известный как англ. Mersin International Port, MIP) — крупный порт, расположенный на северо-восточном побережье Средиземного моря — в городе Мерсин на юге Турции. Это второй по величине[чего?] порт страны: после Амбарли близ Стамбула. 11 мая 2007 года право на проведение операций в порту, принадлежавшее Турецким государственным железным дорогам (TCDD), было передано на срок в 36 лет консорциуму PSA-Akfen.

## Описание
К порту ведёт железнодорожная ветка Адана—Мерсин, которая является одной из самых загруженных в стране. При этом, сама железнодорожная инфраструктура в порту Мерсин считается одной из лучших в Турции, наравне с другим портом — в Дериндже. В порту построены 4 железнодорожные рампы, а грузовые контейнеры могут обрабатываться без необходимости в их шунтировании. Пять причалов в Мерсине имеют прямое железнодорожное соединение: погрузка и разгрузка судов может осуществляться на них непосредственно.
Порт в Мерсине оборудован для приёма грузов как навалом, так и в контейнерах; кроме того возможна и ролкерная перевозка на различных типах судов — включают паромы, грузовые суда и баржи. В порту есть и несколько нефтяных терминалов. Ближайший международный аэропорт находится в Адане — в 50 км от порта. Через порт также идёт и пассажирский поток, а также — перевозится скот и зерно.
Кроме того, в порту Мерсина расположены почтовое отделение, гостиница, прачечная, аптека, душевые комнаты, рестораны, больницы, банки, мастерские по авторемонту — всё это позволяет облегчить работу персонала и команд судов. Сам порт является одним из самых важнейших в Средиземноморье: он обеспечивает импортно-экспортные операции для всей юго-восточной Анатолии, а также является транзитным центром для торговли со странами Ближнего Востока. Реализация проекта «The Southeastern Anatolia Project» (Güneydoğu Anadolu Projesi, GAP) ещё более увеличит значение порта в Мерсине.
АЭС «Аккую», строящаяся при участии Росатома, будет располагаться вблизи Мерсинского порта.

## История
По состоянию на 1841 год сам Мерсин был небольшой рыбацкой деревней: он степенно разрастался и в 1865 году стал городом. Открытие в 1886 году железной дороги Адана—Мерсин привела к качественному увеличению возможностей для перевалки грузов: объёмы выгрузки и загрузки судов возросли многократно. Вскоре в Мерсине появился и Таможенный причал.
В связи с быстрым ростом морской торговли, потребовалось серьезное изменение к подходам по управлению портом. И 29 августа 1927 агентство Seyrisefa, Мерсинская торговая палата и местные власти организовали компанию «Mersin Liman Şirketi» (Мерсинская портовая компания) с капиталом в 200 000 турецких лир.
В 1942 году инфраструктура порта была серьёзна повреждена в результате стихийных бедствий: при принятии решения о восстановлении было также решено и национализировать порт, а частную компанию — ликвидировать. В том же году было создано подразделение Турецким государственным железным дорогам (TCDD) с капиталом в 400 000, которой — решением Совета министров от 14 мая 1942 — и был передан порт.
Строительство современного порта началось мая 1954 года: оно велось компанией «Royal Dutch Harbor Construction Company». Порт, со всей обновлённой инфраструктурой, был введён в эксплуатацию в 1962 году. 11 мая 2007 года право на проведение операций в порту, принадлежавшее Турецким государственным железным дорогам (TCDD), было передано срок в 36 лет консорциуму PSA-Akfen.